# Ruellia jaliscana
Ruellia jaliscana är en akantusväxtart som beskrevs av Standley. Ruellia jaliscana ingår i släktet Ruellia och familjen akantusväxter. Inga underarter finns listade i Catalogue of Life.